# Nezumia orbitalis
Nezumia orbitalis es una especie de pez de la familia Macrouridae en el orden de los Gadiformes.

## Morfología
• Los machos pueden llegar alcanzar los 20 cm de longitud total.

## Hábitat
Es un pez de aguas profundas que vive entre 523-800 m de profundidad.

## Distribución geográfica
Se encuentra desde el Golfo de Panamá hasta el norte del Perú, incluyendo las Islas Galápagos.